# 宗預
宗預（188年—264年），字德豔，荊州南陽安眾（今河南省南阳市）人。三國時蜀漢後期重臣，尤其在與東吳的外交上作出了貢獻。

## 生平
建安年間，宗預跟隨張飛入蜀（参见益州之战）。建興初年，丞相諸葛亮任命宗預為主簿，遷任參軍、右中郎將。
建興十二年（234年）八月，诸葛亮於北伐中逝世，東吳擔心魏國會乘機攻打蜀漢，於是在巴丘增兵一萬人用以救援蜀漢，若蜀漢覆亡便與魏國爭奪蜀漢故土，蜀漢知道東吳這個舉動，亦增加永安（今重庆市奉节县）守軍。宗預在此時出使東吳，孫權問蜀漢在永安增兵一事，宗預則說：「臣以為東益巴丘之戍，西增白帝之守，皆事勢宜然，俱不足以相問也。（東吳和蜀漢增加守軍，都只是因事制宜而作的調動，不必問因由。）」孫權對他的對答大為欣賞，因而親待他，對他的敬重僅次於鄧芝和費褘。宗预先後遷任侍中和尚書，延熙十年（247年），宗預担任屯騎校尉。
後來，宗預再次出使東吳，孫權捉著宗預的手惜別，哭泣说道：“您经常奉命来结交两国，现在年纪已经大了，而朕也日渐衰老，恐怕再也不能相见了！”並且送他一斛大珍珠作禮物。回蜀漢後遷任後將軍，督永安，又接替张翼成为征西大將軍，賜爵關內侯。孙权对宗预甚为重视，后来蜀汉校尉董厥出使东吴，患病的孙权不能亲自接见，但仍热心于询问董厥和宗预的比较。
景耀元年（258年），宗预因病被徵召回成都，后来拜鎮軍大將軍，領兗州刺史。后来，诸葛瞻统领朝事，廖化想和宗预一起拜访他，宗预表示：「我们都年过七十了，就差一死了，有什么要求这些小辈呢？」咸熙元年（264年），蜀汉灭亡后，宗預被遷徙到洛陽，於途中病逝，终年七十七岁。

## 性格特徵
車騎將軍鄧芝性格驕傲，費褘等人皆避免與他衝突，唯獨宗預不讓他。延熙十年（247年），宗預任屯騎校尉時，鄧芝正好回朝，鄧芝責難宗預六十歲還受兵，宗預則說：「卿七十不還兵，我六十何為不受邪？（你七十歲還領兵，我才六十歲，怎麼不可以接受兵權？）」

## 延伸阅读
[在维基数据编辑]
 《三國志·卷45》，出自陳壽《三國志》

| 官衔        | 官衔                     | 官衔        |
| ----------- | ------------------------ | ----------- |
| 前任： 陳到 | 蜀漢永安都督 249年-258年 | 繼任： 閻宇 |